# وو شوده
وو شوده (چینی: 吴数德؛ زادهٔ ۱۸ سپتامبر ۱۹۵۹) وزنه‌بردار اهل چین است.